# Luigi Martinelli (arcivescovo)
Luigi Martinelli (Lucca, 5 novembre 1884 – 16 giugno 1946) è stato un arcivescovo cattolico italiano.

## Biografia
Nacque il 5 novembre 1884 a Lucca e fu ordinato sacerdote il 29 dicembre 1909.
Il 13 marzo 1933 papa Pio XI lo nominò vescovo ausiliare di Porto e Santa Rufina, assegnandogli la sede titolare di Tio. Il 18 febbraio 1946 papa Pio XII lo nominò arcivescovo di Amalfi, tuttavia morì il 16 giugno 1946 senza riuscire a prendere possesso dell'arcidiocesi. È sepolto a Roma nella cattedrale dei Sacri Cuori di Gesù e Maria.

## Genealogia episcopale
La genealogia episcopale è:
- Cardinale Scipione Rebiba
- Cardinale Giulio Antonio Santori
- Cardinale Girolamo Bernerio, O.P.
- Arcivescovo Galeazzo Sanvitale
- Cardinale Ludovico Ludovisi
- Cardinale Luigi Caetani
- Cardinale Ulderico Carpegna
- Cardinale Paluzzo Paluzzi Altieri degli Albertoni
- Papa Benedetto XIII
- Papa Benedetto XIV
- Papa Clemente XIII
- Cardinale Bernardino Giraud
- Cardinale Alessandro Mattei
- Cardinale Pietro Francesco Galleffi
- Cardinale Giacomo Filippo Fransoni
- Cardinale Carlo Sacconi
- Cardinale Edward Henry Howard
- Cardinale Mariano Rampolla del Tindaro
- Cardinale Rafael Merry del Val
- Cardinale Tommaso Pio Boggiani, O.P.
- Arcivescovo Luigi Martinelli